# Агаев, Николай Николаевич
Николай Николаевич Агаев (Фараджулла Бек Ага Ирза Бек оглы, Фарадж Бек Агаев) — российский (азербайджанского происхождения) военачальник, генерал-лейтенант.

## Биография
Фараджулла Бек Ага Ирза Бек оглы родился 4 декабря 1814 года в Шуше в знатной семье. 1 мая 1834 года начал службу в Закавказском конно-мусульманском полку, в Варшаве. 27 июля 1838 года «за отличие по службе» произведён в прапорщики.
Весной 1840 года корнет Фараджулла Бек Ага Ирза Бек оглы в составе вновь сформированной Лейб-гвардии Команды мусульман Собственного Его Императорского Величества Конвоя был отправлен в Петербург. 27 апреля 1844 года штабс-ротмистр Фарадж-бек Агаев принял православие. Восприемниками были император Николай I и цесаревна Мария Александровна. При крещении получил имя Николай Николаевич. Переведён в Лейб-гвардии Казачий полк. В 1847 году ротмистр Агаев, командир лейб эскадрона Л-гв. Казачьего полка. 6 декабря 1849 года был произведён в полковники.
В 1850 году Агаев был направлен в Отдельный Кавказский корпус. В 1853 году, в начале Крымской войны, полковник Агаев сформировал из азербайджанцев жителей Карабаха иррегулярный конный полк. В 1854 году к полку Агаева присоединился милицейский полк осетин. За отличие в Восточную (Крымскую) войну полковник Николай Агаев был удостоен 5 ноября 1856 года золотой шашки с надписью «За храбрость».
25 июня 1862 года он был произведён в генерал-майоры. В 1864 году Шахом персидским был награждён орденом Льва и Солнца 2-й степени со звездой. В 1872 году был пожалован турецким султаном орденом Меджидие 1-й степени. Помимо этого был награждён орденом Святого Владимира 3-й степени(1859), орденом Святого Станислава 1-й степени (1866), орденом Святой Анны 1-й степени с мечами (1868).
29 ноября 1882 года состоявший по армейской кавалерии при войсках Кавказского военного округа генерал-майор Н. Агаев был произведён в генерал-лейтенанты «с увольнением от службы с мундиром и пенсионом». До конца жизни состоял в Тифлисском Мусульманском Благотворительном Обществе. Скончался 26 ноября 1891 года.